# Айрык (Карагандинская область)
Айрык (каз. Айрық) — село в Каркаралинском районе Карагандинской области Казахстана. Административный центр аульного округа Мади. Код КАТО — 354833100.

## История
Основано в 1975 г.

## Население
В 1999 году население села составляло 745 человек (364 мужчины и 381 женщина). По данным переписи 2009 года, в селе проживало 590 человек (309 мужчин и 281 женщина).

## Известные жители и уроженцы
- Билялов, Сайлау (род. 1937) — Герой Социалистического Труда.